# Élections législatives roumaines de 1961
Des élections législatives ont lieu en Roumanie le 5 mars 1961, pour élire les 465 membres de la Grande Assemblée nationale de Roumanie.

## Résultats
| Inscrits                     | Inscrits                 | Inscrits                 | 12 444 977 |             |                       |                       |
| Abstentions                  | Abstentions              | Abstentions              | 27 177     | 0,22 %      |                       |                       |
| Votants                      | Votants                  | Votants                  | 12 417 800 | 99,78 %     |                       |                       |
|                              |                          |                          |            |             |                       |                       |
| Bulletins enregistrés        | Bulletins enregistrés    | Bulletins enregistrés    | 12 417 800 |             |                       |                       |
| Bulletins blancs ou nuls     | Bulletins blancs ou nuls | Bulletins blancs ou nuls | 5 552      | 0,04 %      |                       |                       |
| Suffrages exprimés           | Suffrages exprimés       | Suffrages exprimés       | 12 412 248 | 99,96 %     | 465 sièges à pourvoir | 465 sièges à pourvoir |
|                              |                          |                          |            |             |                       |                       |
| Liste                        | Tête de liste            |                          | Suffrages  | Pourcentage | Sièges acquis         | Var.                  |
| Front démocratique populaire | Néant                    |                          | 12 388 787 | 99,81 %     | 465 / 465             |                       |
| Contre                       | Néant                    |                          | 23 461     | 0,19 %      |                       |                       |